# Arvicola sapidus
 (juin 2015).
Campagnol amphibie, Campagnol aquatique gallo-ibérique, Arvicola occidentale
Espèce
Statut de conservation UICN

 VU A2ace+4ace : Vulnérable
Répartition géographique

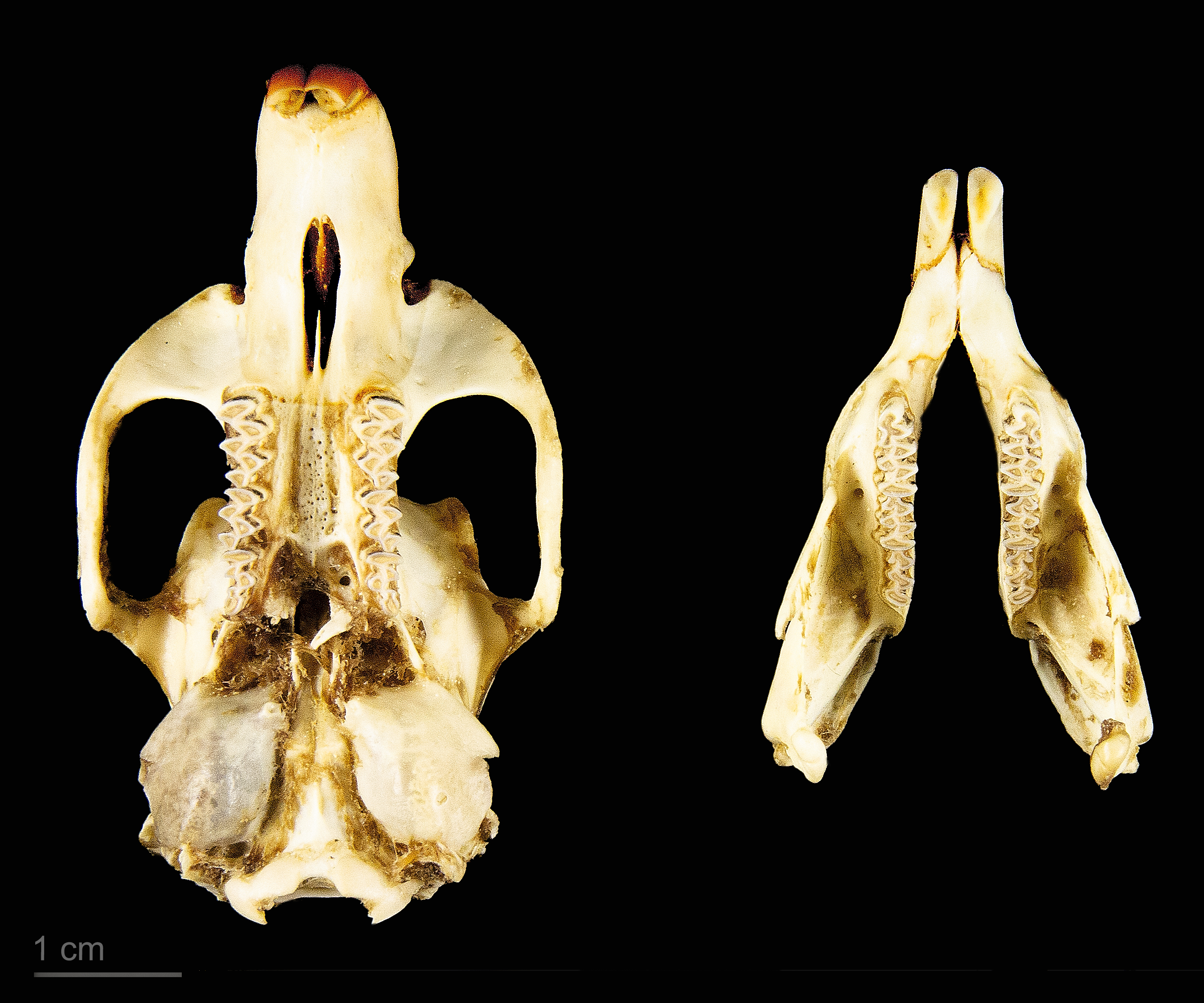
Arvicola sapidus - Muséum de Toulouse

Le Campagnol amphibie (Arvicola sapidus) est une espèce de rongeurs de la famille des Cricetidae. Cette espèce aquatique se distingue de l'espèce voisine, le Campagnol terrestre (Arvicola amphibius, syn. Arvicola terrestris), par un mode de vie très différent. 
Contrairement à l'espèce fouisseuse, le Campagnol terrestre, ce campagnol aquatique ne présente pas de phases de pullulations, et du fait de ses faibles effectifs et de son mode de vie complètement lié à l'eau, ne cause jamais de dommages aux parcelles agricoles. Communément nommés « rat d'eau », ces deux campagnols de grande taille sont souvent confondus également avec les rats.
Autrefois commun sur les berges de tous les petits cours d'eau calmes et propres en Europe, cette espèce menacée de disparition est inscrite en 2008 comme vulnérable (VU)  sur la liste rouge de l'UICN.

## Dénominations
- Nom scientifique valide : Arvicola sapidus  Miller, 1908[2],
- Nom vulgaire (vulgarisation scientifique) recommandé ou typique en français : Campagnol amphibie[3],[4],[5],[6],
- Autres noms vulgaires ou noms vernaculaires (langage courant), pouvant désigner éventuellement d'autres espèces :  Arvicola occidentale[4], Campagnol aquatique gallo-ibérique[4], campagnol aquatique[3] ou rat d'eau[réf. souhaitée]

## Description
C'est un animal de 150 à 280 grammes au corps arrondi et aux petites oreilles peu visibles dans le pelage.
Son corps mesure entre 16 et 23 cm auquel il faut rajouter une queue de 10 cm en moyenne.
Le pelage est brun foncé sur le dos tirant sur le gris sur le ventre et les flancs. Il est plus épais que la fourrure des autres campagnols..
On le distingue notamment du campagnol terrestre par ;
- le pied postérieur supérieur à 32 mm chez l'adulte ;
- une queue plus longue (105 à 140 mm) (non apparente quand il nage) ;
- une dentition différente ; les deux incisives supérieures sont orthondontes, c'est-à-dire orientées à 90 ° par rapport à la mâchoire supérieure. la rangée dentaire de la mâchoire inférieure mesure 8,7  à   10,8 mm, contre 7 à 9,2 chez le campagnol terrestre. Les dents sont également plus épaisses et longues, avec une boucle antérieure de M1 (molaire 1) formant un angle aigu sur le bord interne, alors qu'elle est arrondie chez le campagnol terrestre).

Longévité : 2 ans. Il laisse souvent des végétaux (par ex. joncs) coupés. L'empreinte des incisives a une forme de biseau.
Confusion possible : De loin, il peut être confondu avec un jeune rat musqué ou avec un campagnol terrestre.

## Biologie et habitat
Cet animal est relativement discret (il supporte une apnée de plusieurs minutes), bien qu'étant actif de jour comme de nuit. C'est une espèce active toute l'année, qui se nourrit surtout dans l'eau et sur la berge.
Habitat : berges et cours d'eau, berges de zones humides.
Il creuse un terrier dans les berges avec une entrée immergée et une autre au-dessus du niveau de l'eau. Il construit parfois un nid dans les herbes de la berge.
Alimentation : essentiellement végétarien, il apprécie particulièrement les joncs, roseaux, graminées des berges, le cresson (racines et feuilles).. mais il ne dédaigne pas de manger quelques organismes aquatiques (invertébrés dont écrevisses, insectes, alevins, amphibiens) voire de goûter à l'occasion aux charognes localement présentes.

## Reproduction
La maturité sexuelle est atteinte en un peu plus d'un mois. L'accouplement a lieu dans l'eau ou près de l'eau après que les membres du couple se sont poursuivis dans l'eau et sur la berge.
Les femelles mettent bas jusqu'à 5 portées de 2 à 7 petits par an (de mars à octobre), allaités par 8 mamelles après la naissance qui suit une gestation de 21 à 22 jours.

## Répartition

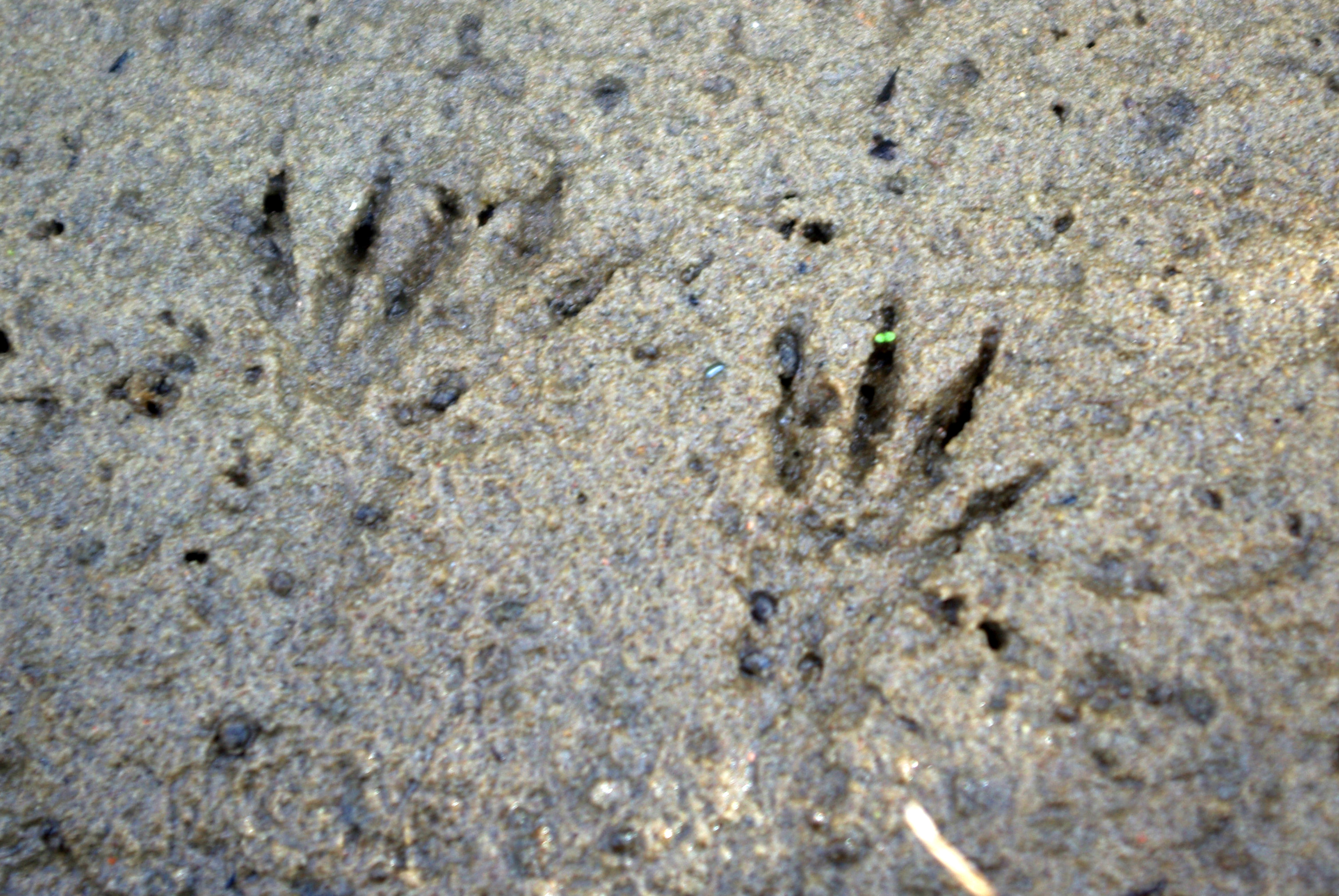
Empreintes d'un Campagnol amphibie dans la vase

Cette espèce est encore localement présente en France, Espagne et au Portugal.
Indice de présence/absence : les traces de pas ressemblent beaucoup à celles du surmulot. Les crottes sont typiques (en dehors de la confusion avec celles du campagnol terrestre) mais leur identification certaine nécessite une bonne connaissance de la part des observateurs, en raison de confusions courantes avec d'autres espèces. Elles sont fermes et en forme de noyau de datte, vertes (ou noires) quand elles sont fraiches, vert foncé puis brunes ensuite, et longues d'environ 1 cm. Elles sont disposées en « crottiers » où l'on trouve des crottes plus fraîches posées sur d'autres plus anciennes en train de se déliter sous l'action des passages répétés).
La présence de crânes dans les pelotes de réjection de rapaces trouvées localement est un autre indice de présence. On le trouve aussi parfois empoisonné ou pris dans les pièges destinés aux rats musqués.
Dans les mares riches en végétaux, des « traces » en « coulées aquatiques » convergentes vers son terrier et une eau plus trouble à l'entrée de ce dernier sont des indices, mais il peut aussi s'agir d'un rat musqué. Il mange sur des « réfectoires » (plateforme de végétaux accumulés) qui constituent un indice supplémentaire.

## Classification
Cette espèce a été décrite pour la première fois en 1908 par le zoologiste américain Gerrit Smith Miller, Jr (1869-1956).
- Synonymes scientifiques[2] :
  - Arvicola tenebricus Miller, 1908
  - Microtus musiniani Lataste, 1884

On lui connaît deux sous-espèces :
- Arvicola sapidus tenebricus ; plus sombre à roussâtre (France, Nord de l'Espagne)
- Arvicola sapidus sapidus ; plus clair et jaunâtre. C'est une espèce plus méridionale (Portugal et Sud de l'Espagne)

## Menaces, statut de conservation et protection
Les populations d'Arvicola sapidus sont dans une phase de déclin préoccupante. Il noté "vulnérable" sur les listes rouges mondiale et européenne de l'UICN (2012), "quasi-menacée" sur la liste rouge des mammifères continentaux de France métropolitaine (2009).
Il est inscrit dans la liste des espèces protégées en France le 15 septembre 2012 par le Ministre de l’Écologie, du Développement Durable et de l’Énergie (MEDDE) et le Ministère de l’Agriculture, de l’Agroalimentaire et de la Forêt (MAAF).

### En France
Encore répandu sur de nombreuses rivières dans les années 1970, il a probablement subi une importante régression et semble même avoir disparu localement dans certains secteurs de son aire naturelle de répartition. C'est une espèce autrefois mal aimée, encore largement méconnue, qui malgré les alertes d'ONG ou de naturalistes n'a jamais pu mobiliser beaucoup de moyens.
Bien que ne posant pas de problèmes de déprédation, le campagnol amphibie a néanmoins été pourchassé, empoisonné, mangé... Il a souvent été tué ou repoussé par des travaux de rectification et d'artificialisation des berges, des travaux d'aménagement. Il est également victime des appâts empoisonnés destinés aux rats ou au rat musqué et au ragondin, deux espèces introduites et invasives qui, depuis les années 1920, ont également contribué à le chasser de son habitat. D'autres hypothèses peuvent expliquer les nombreuses disparitions locales ou régionales constatées depuis les années 1970-1980 : un entretien trop radical des berges, manque de véla, pression du vison d'Amérique introduit, pression des tirs visant à réguler les rats ou rats musqués (de loin, cet animal est facilement confondu avec d'autres rongeurs) et peut-être une sensibilité accrue aux épidémies en raison d'une exposition croissante à certains polluants (pesticides, perturbateurs endocriniens...).
Le campagnol amphibie bénéficie désormais d'un statut juridique en France. En 1996, il n'était pas évoqué dans le cadre du programme d’action pour la diversité biologique en France - faune et flore sauvage en France. Ce n'est qu'en 1993 que le Ministère de l'environnement l'a évoqué dans une plaquette sur les mammifères d'eau douce, notant qu'il était en fort recul, au profit du rat musqué des années 1970 aux années 1980.
Depuis 2008, une enquête nationale menée par la Société française pour l'étude et la protection des mammifères (SFEPM) est en cours afin de préciser l'état des populations de campagnol amphibie en France.
Des efforts ont été entrepris pour le sauver, dont une campagne d'information et de sensibilisation du public, des changements au niveau des travaux publics qui affectent son habitat et pour la préservation de son habitat, avec le soutien de certaines collectivités.
Fin 2013, sur le site du projet d'aéroport du Grand Ouest de Notre-Dame-des-Landes, l'Arvicola sapidus est considéré comme le symbole des espèces à protéger dont la destruction sur le site était prévue en 2014. Le 14 septembre 2016, le préfet de Loire-Atlantique Henri-Michel Comet accorde une dérogation au maître d’ouvrage de l'aéroport, permettant au constructeur de détruire l'habitat et les spécimens de campagnol amphibie.
L'espèce est protégée sur l'ensemble du territoire français.

#### Bases taxinomiques
- (en) Animal Diversity Web : Arvicola sapidus (consulté le 28 juin 2015)
- (en) Catalogue of Life : Arvicola sapidus Miller, 1908 (consulté le 16 décembre 2020)
- (en) Fauna Europaea : Arvicola sapidus Miller, 1908 (consulté le 16 mars 2023)
- (fr) INPN : Arvicola sapidus  Miller, 1908 (TAXREF)  (consulté le 28 juin 2015)
- (fr + en) ITIS : Arvicola sapidus  Miller, 1908 (consulté le 28 juin 2015)
- (en) Mammal Species of the World (3e  éd., 2005) :  Arvicola sapidus   Miller, 1908 (consulté le 28 juin 2015)
- (en) NCBI : Arvicola sapidus (taxons inclus) (consulté le 28 juin 2015)
- (en) UICN : espèce Arvicola sapidus  Miller, 1908 (consulté le 28 juin 2015)

#### Autres liens externes
- Enquête nationale Campagnol amphibie
- Traces et indices de présence du campagnol amphibie
- Le campagnol amphibie en Auvergne
- Le campagnol amphibie dans le bassin versant de la Sioule (63,03,23)
- Le campagnol amphibie dans le bassin versant de la Sioule (63,03,23)
- un livret d'identification des indices
- Un dossier sur le campagnol amphibie